# Éder Álvarez Balanta
Éder Fabián Álvarez Balanta (Bogotá, 1993. február 28. –) kolumbiai válogatott labdarúgó, a Schalke 04 játékosa kölcsönben a belga Club Brugge csapatától.

## Sikerei, díjai
River Plate
- U20-as Copa Libertadores: 2012
- Argentin bajnok: 2014 (Torneo Final)
- Recopa Sudamericana: 2015
- Copa Libertadores: 2015

Basel
- Svájci bajnok: 2016–17
- Svájci kupa: 2016–17, 2018–19

Club Brugge
- Belga bajnokság: 2019–20, 2020–21, 2021–22
- Belga szuperkupa: 2021

## Külső információk
- Éder Álvarez Balanta adatlapja a Soccerway oldalon (angolul)